# Norddinker
Norddinker ist ein bis heute ländlich geprägter Ortsteil der westfälischen Stadt Hamm.

## Geographie

### Lage
Norddinker liegt im Osten der Stadt Hamm.

### Nachbargemeinden
Norddinker grenzte im Jahr 1967 im Uhrzeigersinn im Süden beginnend an die Gemeinden Süddinker, Vöckinghausen, Uentrop und Frielinghausen (alle heute zu Hamm) sowie Dinker und Dorfwelver (beide heute zu Welver).

## Geschichte
Norddinker wurde erstmals urkundlich 1243 als Northdinchere erwähnt. Um 1400 wurde der Ort urkundlich Nartdinckere genannt. Im Jahr 1269 wurde Norddinker als Hof Northhinchere in einem Tausch gegen Güter in Beckum von Graf Engelbert von der Mark dem Abt Albero von Werden überlassen.
Norddinker gehörte im Spätmittelalter und der Frühen Neuzeit in eigener Bauerschaft (Nordinckeren) im Amt Hamm zur Grafschaft Mark. Laut dem Schatzbuch der Grafschaft Mark von 1486 hatten die 24 Steuerpflichtigen in der Bauerschaft zwischen 1 oirt und 3 Goldgulden an Abgabe zu leisten. Im Jahr 1705 waren in der Bauerschaft Nortdincker 23 Steuerpflichtige mit Abgaben an die Rentei Hamm im Kataster verzeichnet.
Im 19. Jahrhundert gehörte Norddinker bei der Errichtung der Ämter in der preußischen Provinz Westfalen zum Amt Rhynern im Kreis Hamm. Im Jahr 1885 gab es in der Landgemeinde Nord Dinker auf 692 ha Fläche, davon 483 ha Ackerland, 5 ha Wiesen, 93 ha Holzungen, 1 Wohnplatz, 82 Wohnhäuser mit 88 Haushaltungen und 477 Einwohner.
Anlässlich der Auskreisung der Stadt Hamm am 1. April 1901 wurde aus dem Kreis der Landkreis Hamm. Nach einer Gebietserweiterung im Jahr 1929 wurde dieser im Oktober 1930 in Kreis Unna umbenannt.
Am 1. Januar 1968 wurden die ehemals selbständigen Gemeinden Braam-Ostwennemar (großenteils), Frielinghausen, Haaren, Norddinker, Schmehausen, Vöckinghausen und Werries in die Gemeinde Uentrop eingegliedert. Mit der Gemeindegebietsreform, die am 1. Januar 1975 in Kraft trat, wurde die Gemeinde Uentrop mit 12.238 Einwohnern auf 39,46 km² in die kreisfreie Stadt Hamm eingegliedert.

## Einwohnerentwicklung
| Jahr | Einwohner |
| ---- | --------- |
| 1849 | 486       |
| 1910 | 433       |
| 1931 | 450       |
| 1956 | 528       |
| 1961 | 417       |

## Sehenswürdigkeiten
Das Haus Hohenover war einst ein Wasserschloss und Rittersitz und ist heute ein Herrenhaus an der Ahse. Der Name Hohenover bedeutet vermutlich hohes Ufer. Hohenover ist eines von neun bereits im 13. Jahrhundert genannten Rittergütern des Kirchspiels Dinker.

## Verkehr

### Straßen
Die Landesstraße L 667 verbindet Norddinker mit Rhynern, Süddinker, Dorfwelver und Uentrop. Die direkte Verbindung von Nord- nach Süddinker ist unterbrochen, da die Brücke über die Ahse zwischen diesen beiden Orten nicht wieder aufgebaut wurde.
Die L 670 führt im Westen nach Hamm und im Osten nach Dinker, Berwicke und Soest.

### Öffentlicher Personennahverkehr
Norddinker wird von der Taxibuslinie T 28 der Stadtwerke Hamm bedient. Sie verbindet den Ort mit Braam-Ostwennemar.